# Baldwin-hatás
A Baldwin-hatás biológiai fogalom; lényege, hogy az evolúciós folyamat felgyorsul, ha az adott élőlény egyedi élete során is képes tanulni.
Az egyedek tanulása felgyorsíthatja az adott faj fejlődését. A jelenség az elnevezését James Mark Baldwinról, amerikai természettudósról kapta, aki azt 1896-ban írta le.
A fogalom a gépi tanulás és genetikus algoritmusok irodalmában is gyakran előkerül, ahol szintén az evolúciós folyamat felgyorsulását jelenti, ha az evolúciónak kitett egységek képesek a tanulásra.

## Lásd még
- Wheeler-barkochba